# Pfarrkirche Dornbirn-Oberdorf

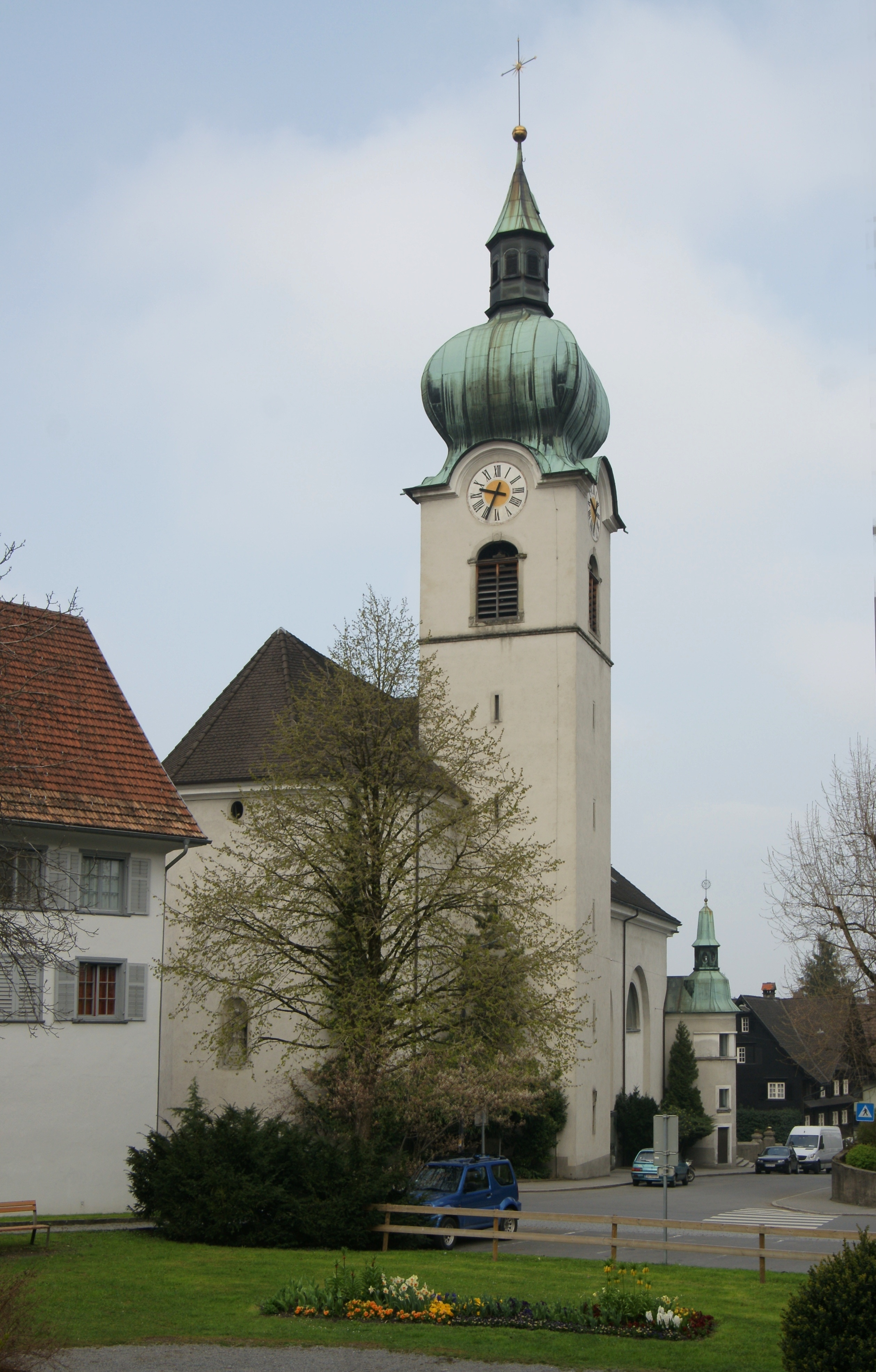
Pfarrkirche hl. Sebastian in Oberdorf

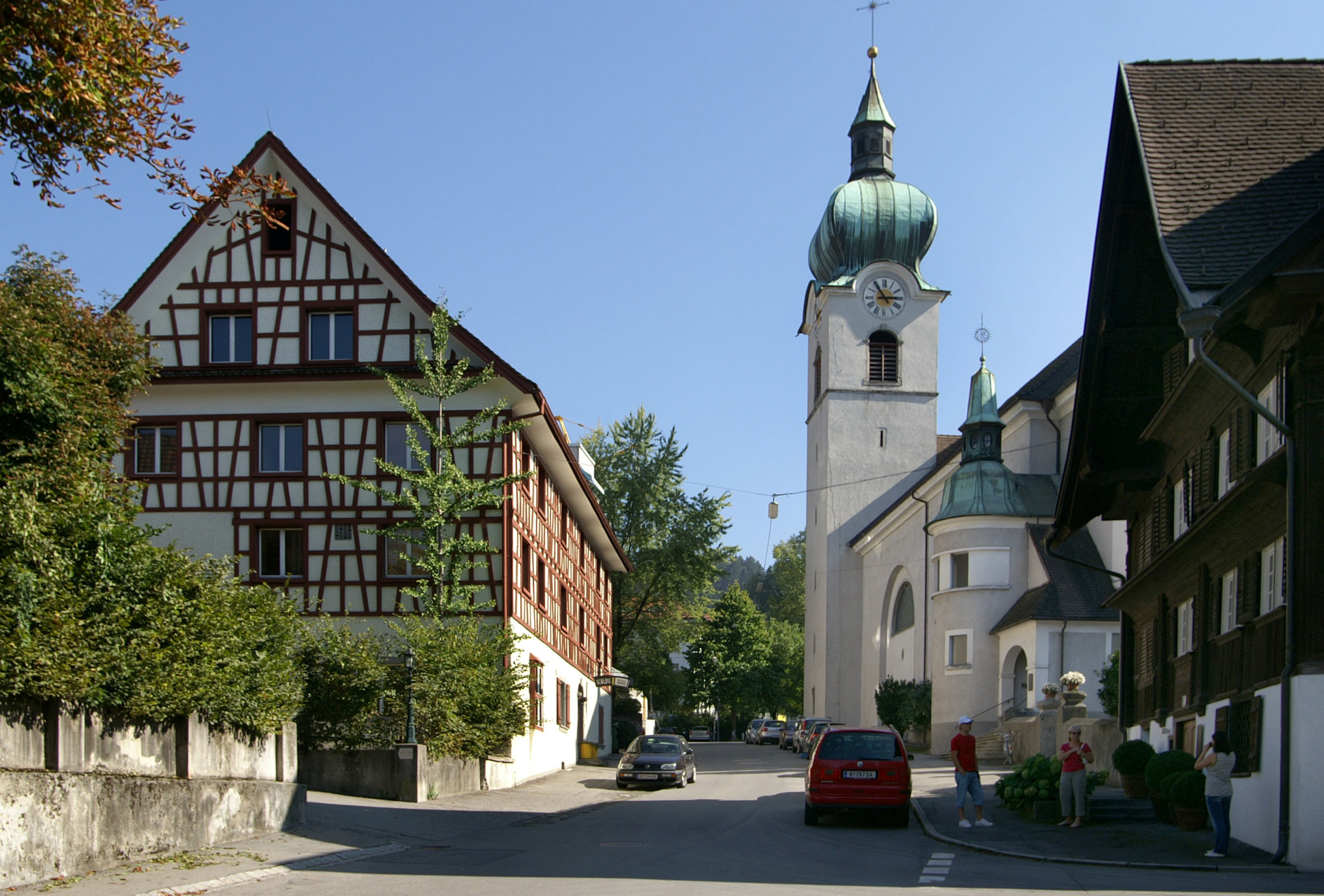
Pfarrkirche hl. Sebastian

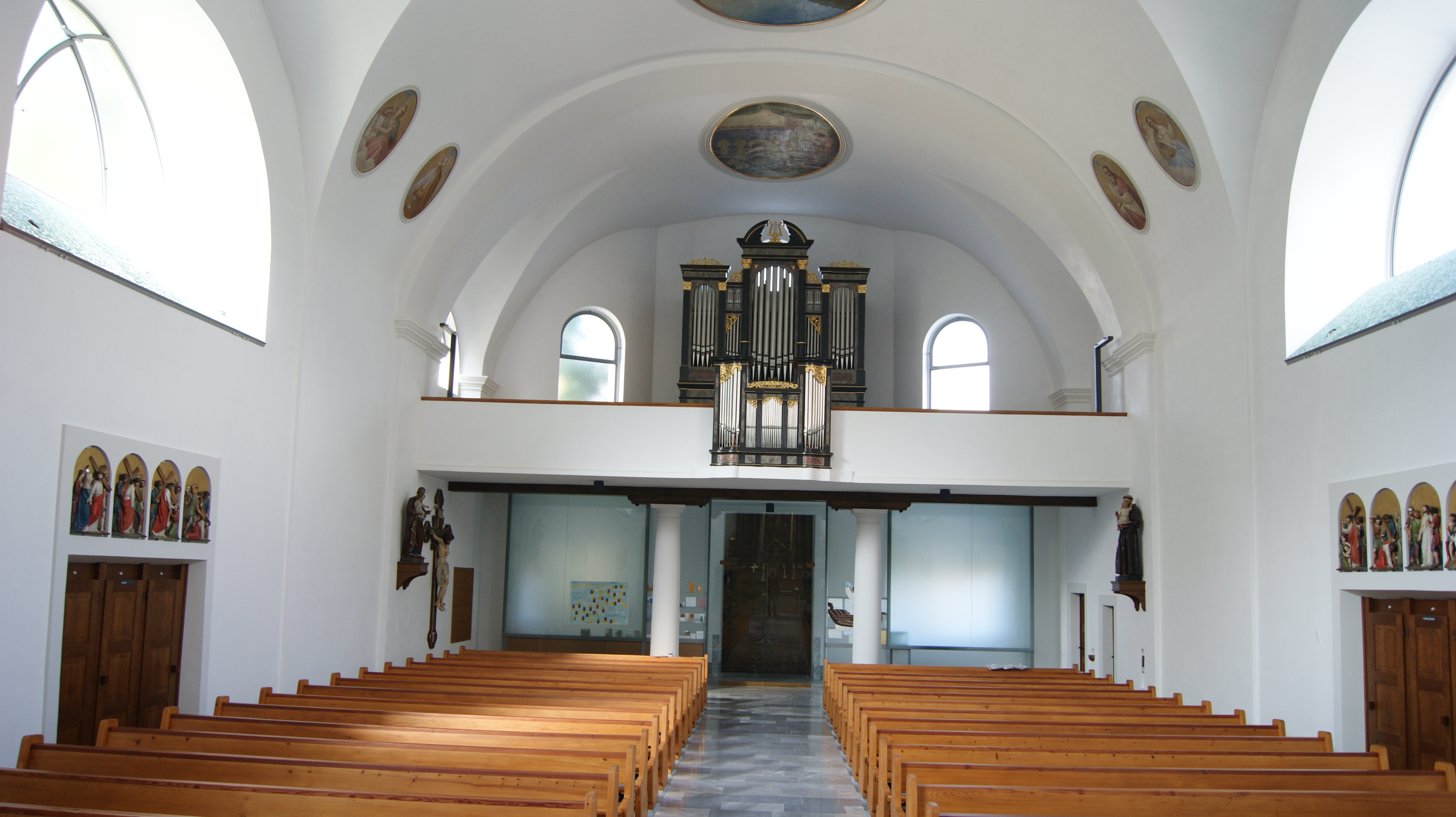
Blick zur Empore und Orgel

Die Stadtpfarrkirche hl. Sebastian ist eine römisch-katholische Kirche im Stadtbezirk Oberdorf in Dornbirn. Das Kirchengebäude ist denkmalgeschützt (Listeneintrag) und gehört zur Pfarre Oberdorf im Dekanat Dornbirn, welches zur Diözese Feldkirch gehört. Das Patrozinium des heiligen Sebastian wird jährlich am 20. Jänner begangen.

## Geschichte
Als Vorgängerbau ließen die Brüder Hanns und Jakob von Ems 1467 eine Kapelle errichten, die im Jahr 1468 zu Ehren des hl. Sebastian geweiht wurde. Diese stand in der Nähe der heutigen Pfarrkirche und des Oberdorfer Turms. Diese Kapelle wurde von 1471 bis 1771 von einem hohenemsischen Hofkaplan seelsorgerisch betreut, wobei die Kaplanei im Jahr 1471 gestiftet wurde.
Pfarrlich gehörte das Oberdorf dann zur Stadtpfarrkirche St. Martin und wurde 1785 Expositur. Die heutige Pfarrkirche im Oberdorf wurde 1826/27 gebaut, am 28. Oktober 1828 von Bernhard Galura eingeweiht und ersetzte die bisherige kleine Kapelle.
Die holzgeschindelte Kuppel des Kirchturms erhielt 1870 zunächst eine Eindeckung mit Eisenblech, 1925 dann eine Eindeckung mit Kupferblech. Im Jahr 1888 wurde das Oberdorf eine eigenständige Pfarre. 1875 erfolgte eine erste Renovierung des Innenraums, 1897/98 eine weitere. 1914/15 wurde die Kirche Richtung Westen um 10 m verlängert und 1927/28 nochmals renoviert und ausgebaut. Dabei wurden auch die neuen, noch heute sichtbaren Deckengemälde geschaffen. 1952 wurde eine zweistöckige Sakristei erbaut und 1966 die Kanzel entfernt, neue Fenster eingebaut und der Turm und die Außenfassade repariert. In den Jahren 2011 bis 2013 wurde die Kirche erneut umfassend renoviert.

## Lage
Die Kirche bildet einen Teil des Zentrums des Oberdorfs. Direkt an der nordöstlichen Seite der Kirche führt die verkehrsberuhigte Oberdorferstraße vorbei, an der südöstlichen und teilweise südlichen Seite (Altarraum), die Kirchgasse.

## Architektur
Für die Planung des Neubaus 1826/27 stand die Kirche in Balgach im schweizerischen Rheintal Pate. Der Chorraum (Altarraum) ist vom Langhaus (Kirchenschiff) durch einen Chorbogen abgegrenzt. Die Kirche ist nach Nordwest-Südost ausgerichtet. Das Kirchengebäude ist etwa 20 m hoch, etwa 44 m lang, 17 m breit.
Der Boden im Innenraum besteht aus Krastaler Marmor, im Kirchenschiff ist der Boden etwas heller ausgeführt als im Altarraum. Das Kirchenschiff wird durch halbbogenförmige Fenster belichtet. In der Ostfassade befindet sich eine Statue des heiligen Nepomuk. Über dem Hauptportal (Westseite) befindet sich die Statue eines Bischofs, dessen Identifikation noch aussteht.

## Ausstattung
Das Innere der Kirche wurde im Laufe der Jahrzehnte mehrfach umgestaltet. Der ursprünglich üppige neubarocke Wandschmuck wurde immer weiter reduziert.
Die Altäre aus schwarzem Stuckmarmor mit Säulen und Pilastern um 1826 stammen von Kaspar Meusburger. Das Bild am Hochaltar, Kreuzigung Christi mit Maria und Johannes, von 1830 von Gebhard Flatz aus Wolfurt-Rickenbach. Das Oberbild zeigt den Hl. Sebastian. Links und rechts des Hauptaltars stehen zwei Statuen etwa aus der zweiten Hälfte des 18. Jahrhunderts, die des Hl. Rochus und des Hl. Jodok (rechts).
Der linke Seitenaltar zeigt im Hauptbild Maria Verkündigung und im Oberbild den Hl. Franz Xaver. Der rechte Seitenaltar zeigt im Hauptbild die Anbetung der Könige und im Oberbild den Hl. Nepomuk. Diese Bilder wurden von Alois Keller geschaffen.
Die Kreuzwegstationen sowie der Großteil der Statuen, um das Jahr 1900 gefertigt und 1902 angebracht, stammen von der Mayer’schen Königlichen Hof-Kunstanstalt in München.
Zentrales stilistisches Element nach der Renovierung sind seegrüne Glaskörper, teilweise mit Aufsatzelementen aus geölter Räuchereiche. Volksaltar und Ambo aus Krastaler Marmor von Herbert Albrecht aus dem Jahr 1978 erhielt anlässlich der Renovierung 2012 einen aus seegrünen Glasbrocken gestalteten Vorsatz. Altar und Ambo sind seit dem Umbau in beiden Richtungen nutzbar, da der Chorraum nun auch für Feiern mit wenigen Teilnehmern genutzt wird. Die schlicht gehaltenen Kirchenbänke aus dem Jahr 1958 bestehen aus geöltem Tannenholz.
Von den ursprünglich 12 Apostelbildern, die von Alois Keller aus Pfronten geschaffen worden sind, sind noch acht in den Gewölbezwickeln erhalten. Die ursprünglichen Deckengemälde von Alois Keller wurden übermalt und 1928 von Hans Purin durch vier neue Deckengemälde ersetzt. Dargestellt ist beim Deckengemälde im Altarraum die Spendung der Kommunion in den Katakomben mit dem Hl. Tarcisius. Bei den Deckengemälden im Langhaus der Hl. Laurentius und die Armen, in der Mitte der hl. Sebastian vor Kaiser Diokletian und das Martyrium der Hl. Agnes. Über der Empore ist ein Deckengemälde mit der Hl. Cäcilia beim Orgelspiel zu sehen.

## Orgel
Die erste Orgel wurde 1841 installiert und 1874 restauriert. Diese Orgel stammte aus der Stadtpfarrkirche St. Martin. 1890 wurde von Viktor Hämmerle eine neue Orgel gestiftet (Orgelbaufirma Gebrüder Mayer), 1993 erweitert (nun 1377 Orgelpfeifen). Die Orgel wurde 2013 umfassend renoviert und gereinigt. Heute umfasst die Orgel drei Manuale und Pedal, 21 Register und vier Koppeln.

## Glocken
Seit 1904 befanden sich im Turm acht Glocken, von denen zwei aus dem 15. Jahrhundert stammten. Sieben davon mussten 1916 und 1917 für Kriegszwecke abgeliefert werden. Die 1921 angeschafften vier neuen Glocken (Glockengießerei Grassmayr) mussten ebenfalls 1942 wieder abgeliefert werden. Einzig eine kleine Glocke aus dem Jahr 1464 blieb bis heute erhalten. Seit dem 17. Juli 1949 trägt der Turm ein Geläut mit 5 Bronze-Glocken. Die Glocken wurden 1949 von der Glockengießerei Oberascher (Georg Sippel) aus Salzburg für diese Pfarrkirche gegossen.
1. Heldenglocke (2937 kg), in b;
2. Marienglocke (1746 kg) in des;
3. Antoniusglocke (1243 kg) in es;
4. Josefsglocke (735 kg) in ges;
5. Schutzengelglocke (525 kg) in as.[15]

## Bekannte Seelsorger
- unbekannt (frühestens 1810) bis 1815 Franz Josef Waitzenegger[16]
- 1951 bis 1954 Anton Andergassen
- 1991 bis 1995 Johannes Okoro

## Bruderschaften
- Seit dem 20. Januar 1668 besteht zu „der Ehr deß Heiligen Martyrers Sebastiani in der Pfarr Dornbieren aufgerichten löblichen Bruderschaft“. Jedes Jahr wird am Montag nach dem Patrozinium von St. Sebastian der „Brudertag“, die Zusammenkunft der Mitglieder zu Gottesdienst und Beratung abgehalten. 1968 wurden die Statuten erneuert.
- Ab 1785, möglicherweise auch schon 1726, gab es die Bruderschaft von der Unbefleckten Empfängnis Mariä, ab 1889 eine Marianische Jünglingskongregation und ab 1913 eine Marianische Männerkongregation.[17]